# E.ON
Pour les articles homonymes, voir Eon.
E.ON est une société européenne du secteur de l'énergie, anciennement société par actions de droit allemand (Aktiengesellschaft), née de la fusion des groupes allemands Veba et Viag en l'an 2000. Son siège social est à Essen en Allemagne. E.ON est cotée à la bourse de Francfort sous le symbole EAO et fait partie de l'indice DAX.

## Histoire

### Fusion et spécialisation (1999-2002)
E.ON est issue de la fusion des groupes énergétiques allemands Veba et Viag annoncée en septembre 1999. Cette transaction a une valeur de 13,8 milliards d'euros. Les actionnaires de Veba possèdent deux tiers de E.ON après cette fusion. E.ON à sa création est la troisième plus grande entreprise dans le secteur électrique en Europe,.
Dans le cadre de cette fusion, Veba et Viag souhaitent se recentrer sur le secteur énergétique et scinder leurs activités périphériques, activités qui ont un chiffre d'affaires de 28,3 milliards d'euros, qui incluent notamment VAW Aluminium, E-Plus, MEMC Electronic Materials, Schmalbach-Lubeca, Stinnes, Gerresheimer Glas, Cablecom et Kloecker & Co. De plus, leurs activités chimiques Degussa-Huels AG et SKW Trostberg fusionnent dans une structure parallèle qui prendra le nom Degussa-Huls, structure qui deviendra plus tard Evonik.
Avant même la réalisation de la fusion, Viag annonce la vente de 72,96 % de Gerresheimer à Investcorp pour 210 millions d'euros. En 2001, E.ON vend ses activités dans la distribution d'acier qu'il détient via Kloecker & Co au groupe trading britannique Balli Group pour 1,1 milliard d'euros,. Toujours en 2001, MEMC Electronic Materials est vendu au fonds d'investissement Texas Pacific Group pour un euro symbolique et une ligne de crédit de 150 millions d'euros
En 2002, E.ON vend ses activités dans l'aluminium via sa filiale VAW Aluminium à Norsk Hydro pour 3,1 milliards d'euros,. La même année, E.ON vend ses activités dans l'emballage via sa filiale Schmalbach Lubeca à l'entreprise américaine Ball pour 1,2 milliard d'euros, après avoir vendu quelques mois plus tôt ses activités dans le PET et le scellage d'emballage de Schmalbach Lubeca à Amcor pour 1,9 milliard d'euros. Toujours en 2002, E.ON vend ses activités dans la logistique, via la vente de 65,4 % qu'il détient dans sa filiale Stinnes, à Deutsche Bahn pour environ 1,6 milliard d'euros.

### Croissance externe (2001-2010)
En 2001, E.ON acquiert une participation de 29,4 % et 42,8 % des droits de votes dans l'entreprise suédoise Sydkraft pour 272 millions d'euros,,.
En 2003, E.ON acquiert en totalité l'entreprise gazière allemande Ruhrgas pour au total 10,2 milliards d'euros malgré l'avis des autorités de la concurrence mais grâce au soutien gouvernemental, après de multiples accords et transactions avec ses concurrents (Fortum, EnBW, RAG) et après avoir acquis les participations de 40 % qu'il ne détenait pas à ExxonMobil, Shell et TUI pour 4,1 milliards d'euros. Dans le cadre de cette acquisition et contraint par les autorités de la concurrence, E.ON vend Gelsenwasser pour 835 millions d'euros à un ensemble de municipalités allemandes. Dans le même temps, E.ON est contraint de vendre les entreprises de distribution de gaz VNG, Bayerngas, Stadtwerke de Brême et EWE.
Le 21 février 2006, E.ON lance une OPA sur Endesa, groupe énergétique espagnol déjà convoité par son compatriote Gas Natural (OPA de septembre 2005). L'offre allemande surpasse de 30 % celle de Gas Natural. Mais en 2007 les Espagnols ont appelé l'italien ENEL à l'aide et c'est ENEL qui a repris Endesa, E.ON s'étant retiré prématurément,. Dans le cadre de ce retrait, E.ON acquiert la Société nationale d'électricité et de thermique (SNET), détenu précédemment par Endesa.
En 2007, E.ON acquiert une participation de 70 % dans l'entreprise russe OGK-4, ayant une capacité électrique de 8 630 MW et 5 300 employés, pour 4,1 milliards d'euros,.
En 2009, E.ON s'associe avec Sonatrach en Algérie pour l'exploration et l'exploitation d'un gisement de pétrole dans le bassin de Berkine, à proximité du gisement de Hassi Messaoud.

### Difficultés et ventes d'actifs (2010-?)
En avril 2010, PPL Corporation acquiert pour 6,7 milliards de dollars les activités d'E.ON aux États-Unis, qui regroupe une production de 8 000 MW, renommée en LG&E and KU Energy du nom de ses principales filiales, Louisville Gas & Electric (LG&E) et Kentucky Utilities (KU). E.ON avait acquis ses activités en 2002, lors du rachat de l'entreprise britannique PowerGen, qui elle-même avait acquis ses activités américaines en 2000,.
En mars 2011, PPL Corporation acquiert les activités de distributions d'énergie d'E.ON au Royaume-Uni, connue sous la marque Central Networks, pour 3,5 milliards de livres. Cette acquisition renforçant son réseau de distribution qui délivre avant cette acquisition 2,6 millions de clients au Royaume-Uni, en y ajoutant 5 millions de clients,,.
Mi-2011, le groupe et sa filiale française SNET annoncent qu'en France, ils devront dès 2013 fermer cinq de ses centrales à charbon de plus de 40 ans, dont trois fonctionnent avec des dérogations leur permettant de ne pas respecter les normes de pollution. 535 emplois sont concernés. La non-conformité environnementale et l'inadéquation de ces centrales face aux besoins du marché de l'électricité sont deux autres raisons invoquées. Ces centrales sont la « centrale Émile Huchet » de Saint-Avold en Moselle, celle de Provence (centrale thermique de Provence) à Gardanne-Meyreuil dans les Bouches-du-Rhône, la centrale thermique d'Hornaing dans le Nord et celle de Lucy à Montceau-les-Mines en Saône-et-Loire.
Le groupe a annoncé mi-2011 deux possibles nouvelles unités de production gaz sur la centrale d’Hornaing (tranche à cycle combiné gaz) et une unité de biomasse-énergie sur la « centrale de Provence ».
En septembre 2012, E.ON a confirmé son projet de conversion en centrale à « biomasse » de l'unité Provence 4 - Charbon à Gardanne, mais aussi la fermeture du site d'Hornaing ,.
Le 29 octobre 2012, Hitachi annonce le rachat de l'entreprise Horizon Nuclear Power (en) appartenant aux entreprises énergétiques E.ON et RWE, pour 696 millions de livres (860 millions d'euros), bouclé le 26 novembre 2012,. Horizon Nuclear Power est une entreprise travaillant sur plusieurs projets de centrales nucléaires au Royaume-Uni, sur le site de la centrale nucléaire d'Oldbury et sur celui de la centrale nucléaire de Wylfa.
En 2013 la société reçoit l'autorisation et des subventions du gouvernement français et de l’Union européenne pour reconvertir la centrale de Gardanne en centrale à bois ; ce que redoutent les défenseurs de l'environnement et de la forêt.
En décembre 2013, E.ON vend sa filiale Mitte, une filiale de distribution régionale ayant 45 000 km de lignes électriques et 4 800 km de réseau de gaz, centré sur la Hesse, pour 610 millions d'euros à un groupe de municipalités allemandes.
En mars 2014, E.ON a annoncé une baisse de son chiffre d'affaires de 7 % (122,4 milliards d'euros) et un recul de son bénéfice de 46 % (à 2,24 milliards d'euros), seconde année consécutive de baisse de son activité.

### Scission d'Uniper
Le 30 novembre 2014, E.ON a annoncé des dépréciations de 4,5 milliards d'euros découlant des bas prix du marché et sa décision de séparer ses activités de production conventionnelle (gaz, charbon, nucléaire, négoce, exploration) de celles dans les énergies renouvelables et les réseaux. L'entité regroupant les activités conventionnelles sera dénommée Uniper. Cette scission sera effective en 2016.
E.ON a confirmé la cession à l'australien Macquarie de ses actifs en Espagne et au Portugal pour 2,5 milliards d'euros. Également, les parts d'E.ON dans Urenco seront revendues en 2016, d'après Klaus Schäfer, le directeur financier du groupe allemand.
Entre 2010 et fin 2014, E.ON a réduit ses effectifs de 15 000 postes. En 2014, E.ON, du fait des émissions de CO2 de ces unités de production, est classé à la troisième place des plus gros pollueurs européens.
En mars 2015, E.ON annonce 3,1 milliards d'euros de perte, son plus mauvais résultat depuis la création du groupe. En août 2015, E.ON déclare la vente de ses activités italiennes spécialisées dans l'hydroélectricité à ERG Group pour environ 1 milliard d'euros.
En septembre 2015, E.ON renonce à filialiser, dans une entité appelée Uniper, ses activités nucléaires ainsi que les coûts liés à leur démantèlement. Cette annonce ne remet pas en cause son plan de scinder ses activités en deux, entre d'un côté les activités de distribution, d'énergies renouvelables et de nucléaire et de l'autre ses activités liées à la production énergétique thermique et les activités de négoce. En octobre 2015, E.ON vend ses activités pétrolières en mer du Nord pour 1,6 milliard d'euros au fonds d'investissement LetterOne, dirigé par Mikhaïl Fridman. En novembre 2015, E.ON annonce une perte de 7 milliards d'euros dû à des dépréciations d'actifs de 8,3 milliards d'euros, liée au projet de scission qui nécessite une revue des comptes. À compter du 1er janvier 2016, la séparation des activités du groupe E.ON est effective. La filiale française d'E.ON s'appelle dorénavant Uniper France.
En janvier 2018, E.ON accepte de vendre sa participation de 46,6 % dans Uniper à Fortum.
En mars 2018, E.ON annonce vouloir acquérir les activités de réseau et de distribution d'Innogy en transférant les activités de production d'électricité d'origine renouvelables à RWE, qui possédait avant cette annonce 76,8 % d'Innogy.

## Activité
L'activité principale du groupe industriel, qui concerne le secteur énergétique, s'organise en six divisions. Grâce à l'ouverture et l'expansion de l'Union européenne, E.ON AG est parvenu à s'établir dans le secteur stratégique de l'électricité dans les pays de l'Europe de l'Est. Ainsi, en Hongrie, via Edasz détenue à 29,2 %. Pareillement en Pologne, en Bulgarie, et en Roumanie avec Distrigaz Nord possédée à 51 %. E.ON AG est aussi présent en Russie dans le secteur du gaz naturel avec 6,5 % de Gazprom Neft ainsi qu'en Scandinavie avec sa filiale locale à 60 % SydKraft.

## Condamnations
En juillet 2009, le groupe a été condamné par la Commission européenne, avec le français GDF-Suez, à chacun 553 millions d’euros d’amende pour entente illégale. Les deux firmes s'étaient en effet mises d'accord pour se partager le marché pendant 30 ans, depuis la construction en 1975 du gazoduc Megal.

## Ressources humaines
Le Président Ulrich Hartmann supervise le Conseil d'Administration depuis 1989. En décembre 2007, 87 815 personnes travaillaient pour E.ON AG, dirigées depuis 2010 par le Dr. Johannes Teyssen (CEO). Depuis janvier 2006, Marcus Schenk (CFO) supervise les finances.

## Données financières
| Années                      | 2002    | 2003   | 2004   | 2005   | 2006   | 2011    | 2012    |
| --------------------------- | ------- | ------ | ------ | ------ | ------ | ------- | ------- |
| Chiffre d'affaires          | 37 059  | 46 363 | 49 103 | 56 399 | 67 759 | 112 954 | 132 093 |
| Résultat d'exploitation     | 7 680   | 9 458  | 10 520 | 10 272 | 11 353 | (757)   | 4 709   |
| Résultat net part du groupe | 2 777   | 4 647  | 4 339  | 7 407  | 5 057  | (2 219) | 2 217   |
| Dettes financières          | 13 979  | 7 855  | 5 483  | -3 863 | -268   | 29 914  | 25 944  |
| Effectifs                   | 107 856 | 66 549 | 69 710 | 79 947 | 80 612 | 78 889  | 72 083  |

Source : 'OpesC' et Rapport annuel 2012.